# Rhombosolea leporina
Rhombosolea leporina är en fiskart som beskrevs av Günther 1862. Rhombosolea leporina ingår i släktet Rhombosolea och familjen flundrefiskar. Inga underarter finns listade i Catalogue of Life.